# Grupo Chapín Radios
Grupo Chapín Radio es un conglomerado de medios radiales de Guatemala, propiedad de Albavisión y de la Radio y Televisión de Guatemala, en el cual se operan 2 subgrupos llamados: Central de Radio S.A., y el GRT Grupo Radial El Tajín S.A.
El grupo radial cuenta con oficinas en la Ciudad de Guatemala en los estudios de Teletenango y Quetzaltenango en el Edificio Ramos frente al Hospital la Democracia.

## Historia
Tras la muerte de Antonio Mourra en 1995, propietario de la Cadena Azul de Guatemala, Radio Mundial, y otros medios Radiales, Albavisión compra los canales de televisión, que luego pasan a ser administrados por Telemedia Limitada, formando un grupo llamado Central de Radios que aglutina a las principales emisoras del grupo.
A su vez se dividen en 2 agrupaciones:

## Central de Radio S.A.
Conformado por 6 radioemisoras de la corporación que son:
| Logotipo    | Radio                    | Programación | Frecuencia (central) | Área de Transmisión | Repetidoras |
| ----------- | ------------------------ | --- | -------------------- | ------------------- | --- |
|             | Galaxia La Picosa (TGSG) | Radio grupera en donde suena música regional mexicana como banda, rancheras, norteñas, duranguense, tex mex y los ritmos actuales.                                             | 88.5 FM              | Ciudad Capital      | - 88.5 FM Antigua Guatemala y Chimaltenango - 99.9 FM Quetzaltenango, Totonicapán, San Marcos, San Pedro Sacatepéquez, Retalhuleu, Suchitepéquez, El Progreso, Zacapa y Chiquimula - 102.3 FM Escuintla - 94.3 FM Jalapa y Jutiapa - 95.9 FM Alta Verapaz y Baja Verapaz - 106.3 FM Quiché y Sololá - 93.5 FM Izabal - 92.3 FM Santa Rosa - 90.9 FM Petén - 103.3 FM Huehuetenango |
| Fiesta10_37 | Fiesta 103.7 (TGBM)      | Música juvenil en español e inglés. | 98.5 FM (*) 103.7 FM | Ciudad Capital      | - 98.5 FM y 103.7 FM Antigua Guatemala |
|             | 94FM La Marca (TGNE)     | Música de merengue, salsa, bachata, reguetón, cumbia, vallenato, norteña, banda, duranguense, pop en español e inglés, baladas en español e inglés y rock en español e inglés. | 94.1 FM              | Ciudad Capital      | - 94.1 FM Antigua Guatemala |
|             | Sonora (TGT)             | Noticias, deportes, contenido, programas y espacios de opinión y programas especializados.                                                                                     | 96.9 FM              | Ciudad Capital      | - Antigua Guatemala 96.9 FM - Escuintla 88.3 FM - Suchitepéquez 101.5 FM - Retalhuleu 89.5 FM y 105.9 FM - Coatepeque, Quetzaltenango 89.5 FM - San Pedro Sacatepéquez, San Marcos y Malacatán 89.5 FM - Quetzaltenango 92.3 FM - Huehuetenango 93.7 FM (para la región central) y 96.9 FM (para todo el departamento) - Totonicapán 92.3 FM - Sololá 96.7 FM - Chimaltenango 96.9 FM - Chimaltenango/Occidente 106.7 FM - Quiché 89.5 FM - Santa Rosa 89.1 FM - Jalapa 98.7 FM - Chiquimula 92.7 FM - Jutiapa 103.1 FM - Zacapa 92.7 FM - El Progreso 96.9 FM y 107.1 FM - Esquipulas, Chiquimula 97.9 FM - Alta Verapaz 102.3 FM - Izabal 95.5 FM - Centro del Petén 96.5 FM - Melchor de Mencos, Petén 106.1 FM - Sur del Petén 95.3 FM - Baja Verapaz 107.1 FM |
|             | Alfa (TGAR)              | Música pop contemporáneo y baladas románticas en español e inglés, desde la década de los 80's, hasta hoy.                                                                     | 97.3 FM              | Ciudad Capital      | - 97.3 FM Antigua Guatemala - 106.7 FM Quetzaltenango, Totonicapán, Quiché, Huehuetenango, Sololá, San Marcos, San Pedro Sacatepéquez, Retalhuleu y Suchitepéquez - 107.1 FM Escuintla, Santa Rosa, Jalapa, Jutiapa, Zacapa y Chiquimula - 101.9 FM Alta Verapaz, Baja Verapaz, Izabal y Petén |
|             | Xtrema                   | Radio de mezclas de músicas. | 101.3 FM             | Ciudad Capital      | - 101.3 FM Antigua Guatemala |
|             | Tropicálida (TGFR)       | Música de merengue, salsa, bachata, reguetón, cumbia, vallenato, norteña, banda, duranguense, pop en español e inglés, baladas en español e inglés y rock en español e inglés. | 104.9 FM             | Ciudad Capital      | - 104.9 FM Antigua Guatemala - 90.3 FM Quetzaltenango, Totonicapán, Quiché, Huehuetenango, Sololá, San Marcos, San Pedro Sacatepéquez, Retalhuleu y Suchitepéquez - 91.1 FM Zacapa, Chiquimula, Jalapa, Jutiapa y El Progreso - 93.5 FM Escuintla - 105.9 FM Alta Verapaz y Petén - 104.3 FM Baja Verapaz - 101.9 FM Izabal |

* haciendo interferencia a Radio Mundial 98.5 FM

## GRT Grupo Radial El Tajín S.A.
Este grupo radial tiene cobertura en la Capital, el Sur Occidente (particularmente en Quetzaltenango, Coatepeque, San Marcos, Totonicapán, Retalhuleu y Suchitepéquez) así como en el Oriente de Guatemala y los departamentos de Zacapa, Chiquimula, El Progreso, Escuintla, Sololá, Quiché y Huehuetenango.
Conformado por 5 radioemisoras de la corporación que son:
| Logotipo       | Radio                            | Programación                                                                                                 | Frecuencia (central) | Área de transmisión | Repetidoras |
| -------------- | -------------------------------- | --- | -------------------- | --- | --- |
| Exitos909.webp | Radio Éxitos (TGDC)              | Música grupera, ranchera, norteña, banda actual, cumbia, merengue, baladas románticas y los ritmos actuales. | 90.9 FM              | Ciudad Capital | - 90.9 FM Antigua Guatemala y Chimaltenango |
|                | Radio Ranchera (TGRR)            | Música grupera, ranchera, norteña, banda actual y programa de marimba pura al mediodía.                      | 95.7 FM              | Ciudad Capital | - 97.9 FM Zacapa y Chiquimula - 90.9 FM Huehuetenango, Sololá, Quiché, Quetzaltenango y Totonicapán - 95.7 FM Antigua Guatemala                                                                |
|                | FM Joya (TGED)                   | Música de pop latino y baladas románticas español desde de la década de los 90's hasta hoy.                  | 92.9 FM              | Ciudad Capital | - 99.7 FM Quetzaltenango, Totonicapán, Sololá, Quiché y Huehuetenango - 92.9 FM Antigua Guatemala y Chimaltenango - 95.3 FM Peten (Excepto la región sur), Izabal, Alta Verapaz y Baja Verapaz |
|                | Radio Flix Occidente y Costa Sur | Música juvenil en español e inglés.                                                                          | 93.9 FM              | (Quetzaltenango, Totonicapán, Coatepeque, Huehuetenango, Sololá, Quiché, San Marcos, San Pedro Sacatepéquez, Retalhuleu y Suchitepéquez) | - 98.7 FM Escuintla |
| Exitos1071     | Radio Éxitos SurOccidente        | Música grupera, ranchera, norteña, banda actual, cumbia, merengue, baladas románticas y los ritmos actuales. | 107.1 FM             | (Quetzaltenango, Totonicapán, Coatepeque, Huehuetenango, Sololá, Quiché, San Marcos, San Pedro Sacatepéquez, Retalhuleu y Suchitepéquez) | |